# نخل جمال
 نخل جمال  قرية صغيرة تتبع بلدة شيبكوه (بالفارسية: بخش شيبكوه ) من توابع مدينة لنجة وتقع في محافظة هرمزگان في جنوب إيران. تقع في الشمال الغربي لقرية ارميله بخمس كيلومترات، وهي من قرى الساحل الشرقي للخليج العربي.

## موقع قرية نخل جمال
قريبة من مدينة بندر لنجة وتقع قرية نخل جمال شمال
ار ميله وشرق سکروه وبو جبرائيل وغرب نخل خلفان وبوجراش وباغوه وعلفدان.

## السكان
يبلغ عدد سكان هذه القرية حسب تعداد السكان لعام 2017 للميلاد، (621) نسمه من أهل السنة والجماعة وعلى المذهب الشافعي. وهم عرب سنة على المذهب الشافعي، ويسكنها افراد من قبيلة بني حماد العريقة

## تاريخ قرية نخل جمال
اكتشف الناس فيها وجود نبع من الجبل يصل للمنطقة توافدوا عليها، وكثرت العوائل المالكة للنخل (معظمهم من بني حماد). ويو جد بها قلعة لشيوخهم وآخر شيوخهم هو الشيخ علاق الحمادي الذي انتقل للعيش في دولة الأمارات العربية المتحدة في الثمانينات من القرن العشرين وتوفي هناك، ولا زال أبناء عمومته في هذه القرية.
الحماديون أو الحميديون هم من سكان نجد، بطن من (جذام) انتقل فخذ منهم من نجد إلى منطقة (خور العديد) جنوب شرقي دولة قطر الواقعة على ساحل خ الخليج العربي، وذلك سنة 990 هـ.
وعلى أثر الخلاف الذي وقع بينهم وبين جيرانهم العبادلة – الذين سكنوا المنطقة قبلهم – على بئر الماء، انتقولوا سنة 1110هـ إلى برفارس. وسبب الخلاف الذي حدث بينهم هو قلة الماء وعدم كفايته للقبائل الساكنة في تلك المنطقة. حيث لم يكن لم يكن فيها غير بئر واحد لسقي الحيوانات التي كثرت لديهم، وهي الإبل والغنم. وبسبب قلة الماء والجدب الذي حل بهم، إذ عدمت المراعي، انتقل بنو حماد إلى البر الآخر وهو برفارس. وكان برفقتهم جمع كبير من البدو سكان المنطقة، وهم من قبائل شتى. وكان يرأس هؤلاء البدو المدعو حاتم بن حمود. وتم انتقاهلم عن طريق رأس (بوعبود) بالسفن الشراعية.

## عمل اهالي قرية نخل جمال
يشتغل أهل القرية بزراعة النخيل، والتجارة، ويرتبطون ارتباطا وثيقا مع أبناء عمومتهم في الساحل الغربي للخليج العربي.